# Babylon (Tschechien)
Babylon (deutsch Babilon) ist eine Gemeinde mit 327 Einwohnern in der Region Chodsko mit historischen Denkmälern und volkstümlicher Folklore im Okres Domažlice in Tschechien.

## Geographie
Das Dorf liegt in der Cham-Further Senke (Všerubská vrchovina) im Tal der Bystřice und ist ein bedeutender Erholungsort der Region. Es führen die Staatsstraße I/26 zwischen Horšovský Týn und Furth im Wald sowie die Bahnstrecke Plzeň–Furth im Wald hindurch. Am östlichen Ortsrand verläuft der Pastritzkanal.

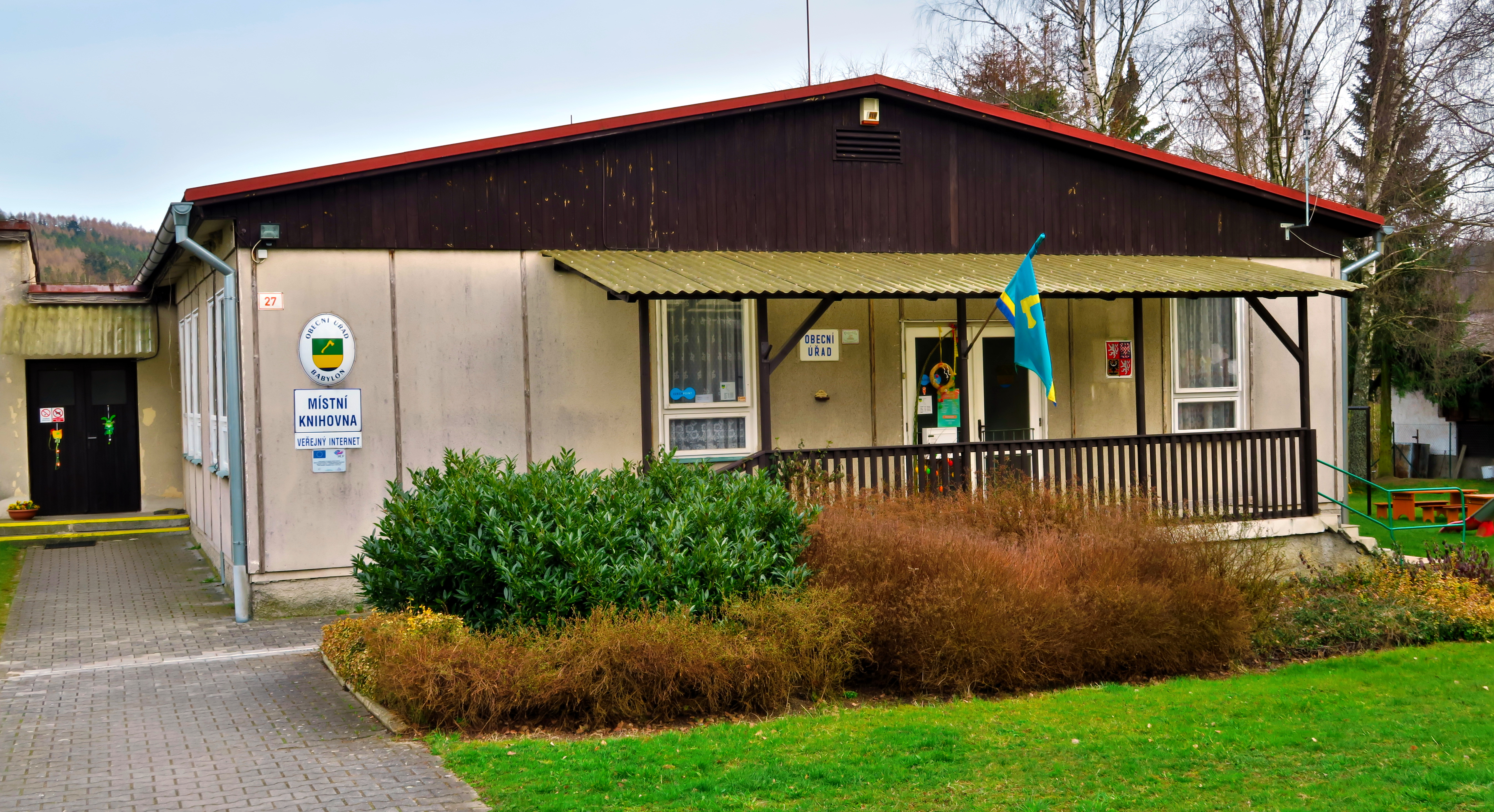
Gemeindeamt von Babylon

## Geschichte
Das Gebiet des ehemaligen Holzhauerdorfes war bereits in der Bronzezeit bevölkert. Die dauerhafte Besiedlung begann im 10. Jahrhundert. Das Dorf entstand etwa im 15. Jahrhundert, die erste schriftliche Erwähnung stammt aus dem Jahr 1587. Obwohl das Dorf überwiegend tschechischsprachig war, wurde es 1938 an Deutschland angegliedert. Von 1940 bis 1945 gehörte die Gemeinde zum bayerischen Landkreis Waldmünchen. Bis nach 1945 lag Babylon an der Sprachgrenze zwischen dem Deutschen und dem Tschechischen.

## Partnerstädte
- Lauenen, Schweiz